# E se covano i lupi
E se covano i lupi è un libro per bambini e adulti scritto da Paola Mastrocola.
La storia parla di un lupo, compagno di un'anatra che decide di covare le uova al posto della compagna, del loro modo di affrontare l'attesa della schiusa.
Affronta in forma di favola il tema dell'attesa.

## Edizioni
- Paola Mastrocola, E se covano i lupi, Guanda, 2008, ISBN 978-88-6088-491-6.